# Адамс, Джонатан
Джонатан Адамс (англ. Jonathan Adams; род. 16 июля 1967, Питтсбург, Пенсильвания, США) — американский актёр.

## Карьера
Джонатан Адамс появлялся во многих сериалах США, особенно он известен американскому телезрителю участием в сериале «Американские мечты». В нём он сыграл роль Генри Уокера, сотрудника магазина, принадлежащего главе семьи главного героя. Этот сериал шёл на NBC в 2002—2005 годах.
Также Адамс играл ранее доктора Дэниеля Гудмана в телесериале канала Fox — «Кости» . В начале второго сезона его персонаж был заменён доктором Кэмиллой Сароян, которая была назначена главой Джефферсоновского института судебно-медицинской экспертизы (то есть непосредственным начальником главной героини, Темперанс Бреннан). Хотя возвращение персонажа Адамса планировалось, создатель сериала, Харт Хэнсон, посчитал, что Тамара Тейлор в роли доктора Сароян лучше вписывается в актёрский ансамбль.
Далее Адамс появился на канале АВС в криминальной драме «Женский клуб расследований убийств».
Изучал театр в Университете Карнеги-Меллона. С 1996 по 2000 годы Адамс играл в Орегонском Шекспировском театральном фестивале. В числе сыгранным им ролей — Петруччо в «Укрощении строптивой» и герцог Бекингем в «Трёх мушкетерах». Он также озвучивал персонажей в играх Army of Two: The 40th Day, Diablo III, Hitman: Absolution и других.

## Фильмография
| Год       |    | Русское название                        | Оригинальное название                  | Роль                      |
| --------- | -- | --------------------------------------- | -------------------------------------- | ------------------------- |
| 1991      | ф  | —                                       | Heartstopper                           | Джорелл                   |
| 2001      | с  | Фрейзер                                 | Frasier                                | начальник пожарной охраны |
| 2001      | с  | Крутой Уокер: правосудие по-техасски    | Walker, Texas Ranger                   | Лайл Нагент               |
| 2001      | с  | Фелисити                                | Felicity                               | парамедик                 |
| 2002      | с  | Американское посольство                 | The American Embassy                   | Элкью "Кью" Полк          |
| 2002—2005 | с  | Американские мечты                      | American Dreams                        | Генри Уокер               |
| 2004      | с  | Расследование Джордан                   | Crossing Jordan                        | присяжный                 |
| 2005—2006 | с  | Кости                                   | Bones                                  | доктор Дэниел Гудман      |
| 2006      | с  | Отряд «Антитеррор»                      | The Unit                               | Буко                      |
| 2007      | с  | Холм одного дерева                      | One Tree Hill                          | Чарльз Тейлор             |
| 2007—2009 | с  | 24 часа                                 | 24                                     | Питер Хок                 |
| 2007      | с  | Ищейка                                  | The Closer                             | Рендалл Уильямс           |
| 2007      | с  | Морская полиция: Спецотдел              | NCIS                                   | Томас Зури                |
| 2007      | с  | Плантация                               | Cane                                   | Фоско                     |
| 2007      | мф | Доктор Стрэндж                          | Doctor Strange                         | Дормамму                  |
| 2007—2008 | с  | Женский клуб расследований убийств      | Women’s Murder Club                    | Эд Уошберн                |
| 2008      | с  | Медиум                                  | Medium                                 | Кёртис Ламберт            |
| 2008      | с  | Юристы Бостона                          | Boston Legal                           | офицер Престон Холт       |
| 2009      | с  | Морская полиция: Лос-Анджелес           | NCIS: Los Angeles                      | Питер Колдуэлл            |
| 2010      | мс | Чёрная пантера                          | Black Panther                          | Т'Чака                    |
| 2010      | с  | Отчаянные домохозяйки                   | Desperate Housewives                   | Люк Рэйфилд               |
| 2010      | ки | Army of Two: The 40th Day               | Оригинальное название неизвестно       | Тайсон Риос               |
| 2010      | мф | Лига Справедливости: Кризис двух миров  | Justice League: Crisis on Two Earths   | Марсианский охотник       |
| 2010—2012 | мс | Мстители. Величайшие герои Земли        | The Avengers: Earth's Mightiest Heroes | Канг Завоеватель          |
| 2010—2012 | мс | Зелёный Фонарь                          | Green Lantern: The Animated Series     | Атроцитус                 |
| 2011      | с  | Касл                                    | Castle                                 | Вулкан Симмонс            |
| 2011      | ки | Marvel vs. Capcom 3: Fate of Two Worlds | Оригинальное название неизвестно       | Галактус                  |